# Fístula (liturgia)
La fístula es un objeto litúrgico católico de exclusivo uso del papa en las solemnes misas papales. Es una cánula de oro con la cual se sorbía el vino consagrado. Paulatinamente, este objeto ha caído en un casi total desuso.
En las misas papales solemnes, el papa comulgaba no en el altar, sino en el trono, a donde le eran llevadas las especies por los ministros. Con este instrumento, primero se prevenía algún accidente que derramara sin querer el vino consagrado (debido a las dimensiones del cáliz papal o a la edad provecta del romano pontífice). Segundo, porque el diácono y el subdiácono en la misa papal, después de recibir de manos del papa cada uno una partícula de la hostia grande, de vuelta al altar comulgaban también del cáliz, y parecía más digno hacerlo por ese curioso canuto de oro.
También, es que el canuto hace imposible la sunción de la partícula que está en el cáliz desde antes del Agnus Dei. Ésta la consume el subdiácono apostólico directamente del cáliz, en el que se ha dejado un poco de Sanguis para ese efecto.
El diácono y el subdiácono de la misa papal, después de la comunión del papa en el trono, y tras haber comulgado ellos mismos de manos del pontífice, volvían al altar de la Confesión con el cáliz conteniendo el Sanguis restante y con la patena y el asterisco, ya sin la forma que se había consumido en la comunión.

## Purificación
En el altar consumían el vino como sigue: el diácono sorbía por la parte superior del canuto, donde está la boquilla, y después el subdiácono sorbía las gotas restantes en la fístula por la parte inferior del canuto. Dejaba la fístula en un recipiente de cristal, sumía el resto del vino y la partícula del cáliz, y entonces se llevaba a cabo la lavanda o purificación de los vasos sagrados.
El cáliz se purificaba como de costumbre, con vino, luego con vino y agua que consumía el diácono. Luego se colocaba la copa del cáliz sobre el bol de cristal y se derramaba agua dentro y fuera de la copa.
El asterisco y la patena se purificaban sobre el susudicho recipiente de cristal, solo con agua.
Por último, se secaba todo con dos purificadores grandes.
- Datos: Q1421070